# Harold Blitman
Harold Blitman (12 febbraio 1930 – Roswell, 23 marzo 2012) è stato un allenatore di pallacanestro statunitense, professionista nella ABA.